# ویلیام گیلسپی
ویلیام گیلسپی (انگلیسی: William Gillespie؛ ۲۴ ژانویه ۱۸۹۴ – ۲۳ ژوئن ۱۹۳۸) بازیگر اهل ایالات متحده آمریکا بود.

## گزیدهٔ فیلم‌شناسی
- دِین خود را ادا کن
- از پدر بپرس
- یک روز ناگوار
- تحت تعقیب – ۵٬۰۰۰ دلار
- با همرقص‌هایت سوئینگ برقص
- عروس و دلتنگی
- سلام!
- خانم‌ها وارد می‌شوند
- لطفاً دلپذیر باش
- شماره تلفن، لطفاً؟
- پیاده شو و درستش کن
- ارتفاع و سرگیجه
- اسمیتی
- یک وسترن شرقی
- شرکت بارنوم و رینگلینگ
- هرگز سست نشو
- تلفات جنگ!
- در میان حاضران
- درنگ کن، ببین و گوش کن،
- زندگی ناگوار نیست؟
- بردار و بیل بزن
- تحت لوای مستی
- صفیر ظهر
- یا همین حالا یا هیچ‌وقت
- دردسر برادوی
- نگرانی چرا؟